# Det Kongelige Søkort-Arkiv
Det Kongelige Søkort-Arkiv, grundlagt 1784 for at udarbejde søkort, toningstegninger mv. over de danske farvande, var en dansk flådeafdeling med ansvar over for den danske regering og dermed den danske flåde.
Arkivet blev ved en kongelig resolution oprettet den 25. oktober 1784. Arkivets første direktør var kaptajnløjtnant Poul de Løvenørn, der selv ledede søopmålingen. 1790 købte Søkortarkivets navigationsdirektør Andreas Louss monopol på at fremstille søkort over de danske sunde og bælter. Søkortarkivet har foruden at udgive søkort over danske, færøske, islandske og grønlandske farvande, udgivet fyrlister, lodshåndbøger m.m. og har siden 1827 udgivet tidsskriftet Efterretninger for Søfarende med oplysninger om søafmærkningens aktuelle tilstand, farer for sejladsen med mere.
1. april 1973 blev Søkortarkivet – sammen med Fyrvæsenet, Lodsvæsenet og Redningsvæsenet – en del af det nyoprettede Farvandsvæsenet, der fortsat publicerer Efterretninger for søfarende, fyrlister m.m., mens fremstilling af søkort og lodshåndbøger nu varetages af Geodatastyrelsen.
Ifølge kongelig resolution af 1816 har ophavsretten på statsligt fremstillede søkort ingen udløbsdato. Ifølge § 92 i den gældende ophavsretslov er denne resolution stadig gyldig.
I 1873 fik Søkortarkivet egen bygning (dog delt med DMI) på Toldbodvej (nu Esplanaden) nr. 19 ved Kastellet i København tegnet af arkitekt Vilhelm Petersen i en historicistisk efterligning af italiensk renæssance. Bygningsens vinduer er blevet ændret.

## Søkortansvarlige før 1784
- 1689-1723 Jens Sørensen

## Direktører for Søkortarkivet
Denne liste er ufuldstændig; hjælp gerne med at udfylde den.
- 1784-1826 Poul de Løvenørn
- 1826-1853 C.C. Zahrtmann
- 1853-1888 Hans Peter Rothe
- 1889-1898 C.F. Wandel
- 1899-1909 Gustav Holm
- 1909-1919 Christian Bloch
- 1919-1933 H.O. Ravn